# Parafia Świętej Trójcy w Sanoku
Parafia (do 2016 katedralna) Świętej Trójcy – parafia prawosławna w Sanoku, w dekanacie Sanok diecezji przemysko-gorlickiej.
Na terenie parafii funkcjonuje 1 cerkiew:
- sobór Świętej Trójcy w Sanoku – parafialna

## Historia
18 marca 2016, dekretem biskupa gorlickiego Paisjusza (p.o. ordynariusza diecezji przemysko-nowosądeckiej), dotychczasowa placówka filialna św. Michała Archanioła w Zagórzu stała się samodzielną parafią.

## Zasięg terytorialny
Sanok

## Wykaz proboszczów
- 1957–1960 i 1960–1966 – ks. Jan Lewiarz[2]
- 1966–1983 – ks. Aleksander Dubec, późniejszy archimandryta Adam
- 1983–1984 – ks. Andrzej Jakimiuk
- od 1984 – ks. Jan Antonowicz